# Berisso Partido

Partidos trong Vùng đô thị Buenos Aires và Gran La Plata.

Berisso Partido là một xã phía đông của tỉnh Buenos Aires, Argentina.
Tỉnh có dân số khoảng 80.092 dân với diện tích 135 km² (52 sq mi), và thủ phủ của nó là Berisso, cách Buenos Aires 57 km (35 dặm).
Các quận là một phần của lịch sử lãnh thổ của Gran La Plata, phía nam của Buenos Aires.
Berisso còn là sân nhà của câu lạc bộ Villa San Carlos F.C, một câu lạc bộ những người hiện đang chơi tại giải hạng ba Argentina.

## Khu định cư
- Berisso
- Andromeda Banco Provincia
- Andromeda El Carmen
- Barrio Universitatio
- Los Catorce
- Palo Blanco
- Paraje Los Talas
- Villa Argüello
- Villa Banco Constructor
- Villa Dolores
- Villa Independencia
- Villa Nueva
- Villa Porteña
- Villa Progreso
- Villa San Carlos
- Villa Zula